# 巴鬥主任
巴鬥主任（英語：Superintendent Battle）是阿嘉莎·克莉絲蒂筆下的虛構蘇格蘭場警探，在五部推理小說中登場。

## 登場作品
巴鬥主任共在以下五部小說登場：
- 《煙囪的祕密（英语：The Secret of Chimneys）》（1925年）
- 《七鐘面（英语：The Seven Dials Mystery）》（1929年）
- 《底牌（英语：Cards on the Table）》（1936年）
- 《殺人不難》（1939年）
- 《本末倒置》（1944年）

## 角色
在小說中，巴鬥主任被描述為身材高大且面無表情。他已婚並有五名子女。
在《底牌》一案中，他與赫丘勒·白羅、阿蕊登·奧利薇夫人、雷斯上校四人共同破案。